# Aparelho isódomo

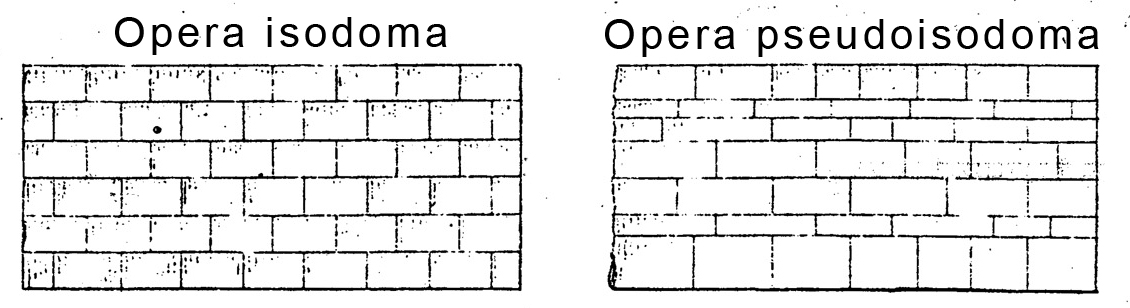
Técnica isodóma e pseudoisódoma.

Chama-se aparelho isódomo (do grego ισόδομος formado por ισός “igual” e δομος “construção”), aparelho regular ou aparelho rectangular isódomo a um tipo de montagem de um muro no que os silhares são de igual altura, a mesma que a das fiadas. Deste modo o muro adquire uma forma completamente regular.
É uma antiga técnica de construção, de origem grega ou mais provavelmente de data anterior, muito utilizada na arquitectura monumental clássica.
Quando a longitude das fiadas não é igual, ou não está unida por uma relação aritmética simples, se diz que é um aparelho isódomo imperfeito ou pseudoisódomo.